# Sidewise Award
Der Sidewise Award for Alternate History wurde 1996 geschaffen, um jährlich die besten Romane und Geschichten des Themengebiets alternative Geschichte zu würdigen.
Der Name des Preises entstammt der 1934 erschienenen Kurzgeschichte Sidewise in Time von Murray Leinster, in welcher ein merkwürdiger Sturm dazu führt, dass verschiedene Teile der Erde mit ihren Äquivalenten aus anderen Zeitlinien Platz tauschen.
Begründer des Preises waren Robert Schmunk, Evelyn Leeper und Steven H Silver, welche auch derzeit noch als Preisrichter fungieren. Über die Jahre hinweg wurde die Jury auf acht Personen (u. a. aus Großbritannien und Südafrika) erweitert.
Jedes Jahr werden zwei Preise auf der Worldcon präsentiert, The Short Form Award gilt Werken mit weniger als 60.000 Wörtern Länge, während The Long Form Award Werken mit mehr als 60.000 Wörtern Länge gilt (unabhängig davon, ob es sich um Einzelwerke oder ganze Serien handelt). Im Ermessensspielraum der Preisrichter liegt es dabei, eine Person oder ein Werk mit dem Special Achievement Award auszuzeichnen; hier kann gewürdigt werden, was bereits vor Einführung des Sidewise Awards erschien. Ausgezeichnet werden Werke, die im vorangegangenen Jahr erschienen sind.

## Preisträger
Angegeben wird hier das Jahr der Preisverleihung. 2021 erfolgte eine Doppelverleihung für die Kalenderjahre 2019/2020.

### Long Form Award
- 1996 Paul J. McAuley, Pasquale's Angel
- 1997 Stephen Baxter, Voyage
- 1998 Harry Turtledove, How Few Remain
- 1999 Stephen Fry, Making History
- 2000 Brendan DuBois, Resurrection Day
- 2001 Mary Gentle, Ash: A Secret History
- 2002 J.N. Stroyar, The Children's War
- 2003 Stimmengleichheit: Martin J. Gidron, The Severed Wing und Harry Turtledove, Ruled Britannia
- 2004 Murray Davies, Collaborator
- 2005 Philip Roth, The Plot Against America
- 2006 Ian R. MacLeod, The Summer Isles
- 2007 Charles Stross, The Family Trade, The Hidden Family und The Clan Corporate
- 2008 Michael Chabon, The Yiddish Policemen's Union
- 2009 Chris Roberson, The Dragon's Nine Sons
- 2010 Robert Conroy, 1942
- 2011 Eric Swedin, When Angels Wept: A What-If History of the Cuban Missile Crisis
- 2012 Ian R. MacLeod, Wake Up and Dream
- 2013 C.J. Sansom, Dominion
- 2014 Stimmengleichheit: Bryce Zabel, Surrounded by Enemies: What If Kennedy Survived Dallas? und D. J. Taylor, The Windsor Faction
- 2015 Kristine Kathryn Rusch, The Enemy Within
- 2016 Julie Mayhew, The Big Lie
- 2017 Ben Winters, Underground Airlines
- 2018 Bryce Zabel, Once There Was A Way
- 2019 Mary Robinette Kowal, The Calculating Stars
- 2020 Annalee Newitz, The Future of Another Timeline
- 2021 Adrian Tchaikovsky, The Doors of Eden

### Short Form Award
- 1996 Stephen Baxter, Brigantia's Angels
- 1997 Walter Jon Williams, Foreign Devils
- 1998 William Sanders, The Undiscovered
- 1999 Ian R. MacLeod, The Summer Isles
- 2000 Alain Bergeron, The Eighth Register (übersetzt von Howard Scott)
- 2001 Ted Chiang, Seventy-two Letters
- 2002 Ken MacLeod, The Human Front
- 2003 William Sanders, Empire
- 2004 Chris Roberson, O One
- 2005 Warren Ellis, The Ministry of Space
- 2006 Lois Tilton, Pericles the Tyrant
- 2007 Gardner Dozois, Counterfactual
- 2008 Stimmengleichheit: Michael F. Flynn, Quaestiones Super Caelo Et Mundo und Kristine Kathryn Rusch, Recovering Apollo 8
- 2009 Mary Rosenblum, Sacrifice
- 2010 Alastair Reynolds, The Fixation
- 2011 Alan Smale, A Clash of Eagles
- 2012 Lisa Goldstein, Paradise Is a Walled Garden
- 2013 Rick Wilber, Something Real
- 2014 Vylar Kaftan, The Weight of the Sunrise
- 2015 Ken Liu, The Long Haul: From the ‘Annals of Transportation’, The Pacific Monthly, May 2009
- 2016 Bill Crider, It Doesn't Matter Anymore
- 2017 Stimmengleichheit: Daniel Bensen, Treasure Fleet und Adam Rovner, What If the Jewish State Had Been Established in East Africa
- 2018 Harry Turtledove, Zigeuner
- 2019 Oscar (Xiu) Ramirez und Emmanuel Valtierra, Codex Valtierra
- 2020 Harry Turtledove, Christmas Truce
- 2021 Matthew Kresal, Moonshot

### Special Achievement Award
- 1996 Lyon Sprague de Camp, Lebenswerk
- 1998 Robert Sobel, For Want of a Nail
- 2000 Randall Garrett, die Buchreihe um Lord Darcy
- 2019 Eric Flint, die 1632-Serie